# Пригоди Мерліна (телесеріал)
«Пригоди Мерліна» (англ. Merlin) — британський фентезійний телесеріал, що виходив у 2008—2012 роках на каналі BBC. Заснований на легендах про Короля Артура, хоча і значно відрізняється від традиційніших версій міфа. Розповідає про містичного чаклуна Мерліна та його стосунки з Принцом Артуром.

## Цитати
- «Мерліне, ви з Артуром — дві сторони однієї монети» —Великий Дракон
- «Якщо після смерті Утера до Камелоту повернеться магія, то, може, варто прискорити це?» —Мерлін
- «Який король потрібен Камелоту: той, що ризикує життям задля слуги, чи той, що слухається батька?» —Моргана
- «Мерліне, через багато років ніхто не повірить, яким же ти був ідіотом!» —Гай
- «Принц не може привселюдно ставити чарку своєму слузі» —Артур
- «Краще бути слугою доброї людини, ніж володарювати з лихою» —Мерлін
- «Можеш здатися, коли схочеш. Слугам не соромно програвати королю. — А королям слузі?» —Мерлін та Артур
- «Я — як той лебідь. Здається, що нічого не роблю, хоча за цим стоїть багато роботи» —Мерлін
- «Вибір є завжди, хоча інколи хочеться думати, що його нема» —Ґвен
- «Тоді краще не згадуйте. А мені снилося, що я їв сир зі смаком яблучного пирога. Ніхто не бачив? Багато втратили.» —сер Ґвейн
- «Я не хочу щоб ти змінювався. Завжди лишайся собою» —Артур

## Сюжет

### Перший сезон
Новий король Утер Пендрагон винищує всіх драконів (одного лишив живим, як приклад), переслідує чаклунів. Під страхом смертної кари забороняє усі прояви чарів у королівстві. Через 20 років до Камелота потрапляє юнак на ім'я Мерлін. Хлопець з дитинства володіє непересічними чаклунськими здібностями. Його мати відправляє його у Камелот до свого старого знайомого придворного лікаря Гая. Прибувши до столиці, хлопець встигає побитись із сином короля — принцом Артуром, побувати у в'язниці, познайомитись із єдиним у королівстві драконом, який знайомить Мерліна із його призначенням — допомогти майбутньому королю Камелота Артуру об'єднати ворогуючі землі Альбіону.
Так інтригуюче розпочинається історія юнака, якому судилося стати найвідомішим та наймогутнішим чаклуном усіх часів.

### Другий сезон
Другий сезон популярного серіалу стартував на BBC вийшов 19 вересня 2009 року. Серіал продовжує дивувати нас своїми загадковими магічними істотами, а також життєвими перешкодами, з якими належить зіткнутися героям. Ми знов зустрічаємо Ланселота. Дізнаємось, що ж вготувала доля Моргані, і чи зможе Мерлін розкрити Артуру свою таємницю, не нашкодивши собі. Спостерігаємо, як Артур опиняється в любовному трикутнику, проявивши дивну симпатію до служниці Гвен, яка, тим часом, закохана в свого лицаря Ланселота. Чи вийде принц з гідністю з цих ігор? Що може сказати Мерлін, окрім одвічного: «У тебе є я!»? А ще король Утер одружується з вродливою леді Катріною, яка виявляється тролем. Артур дізнається секрет свого народження і зустрінеться з покійною матір'ю завдяки таємничій Моргаузі (як з'ясується, сестрі Моргани). Мерлін закохається у чарівну дівчину-друїдку, яка виявиться перевертнем. Великого Дракона врешті-решт буде звільнено і він у запалі замалим не зруйнує Камелот, а зупинити його зможе тільки одна людина…

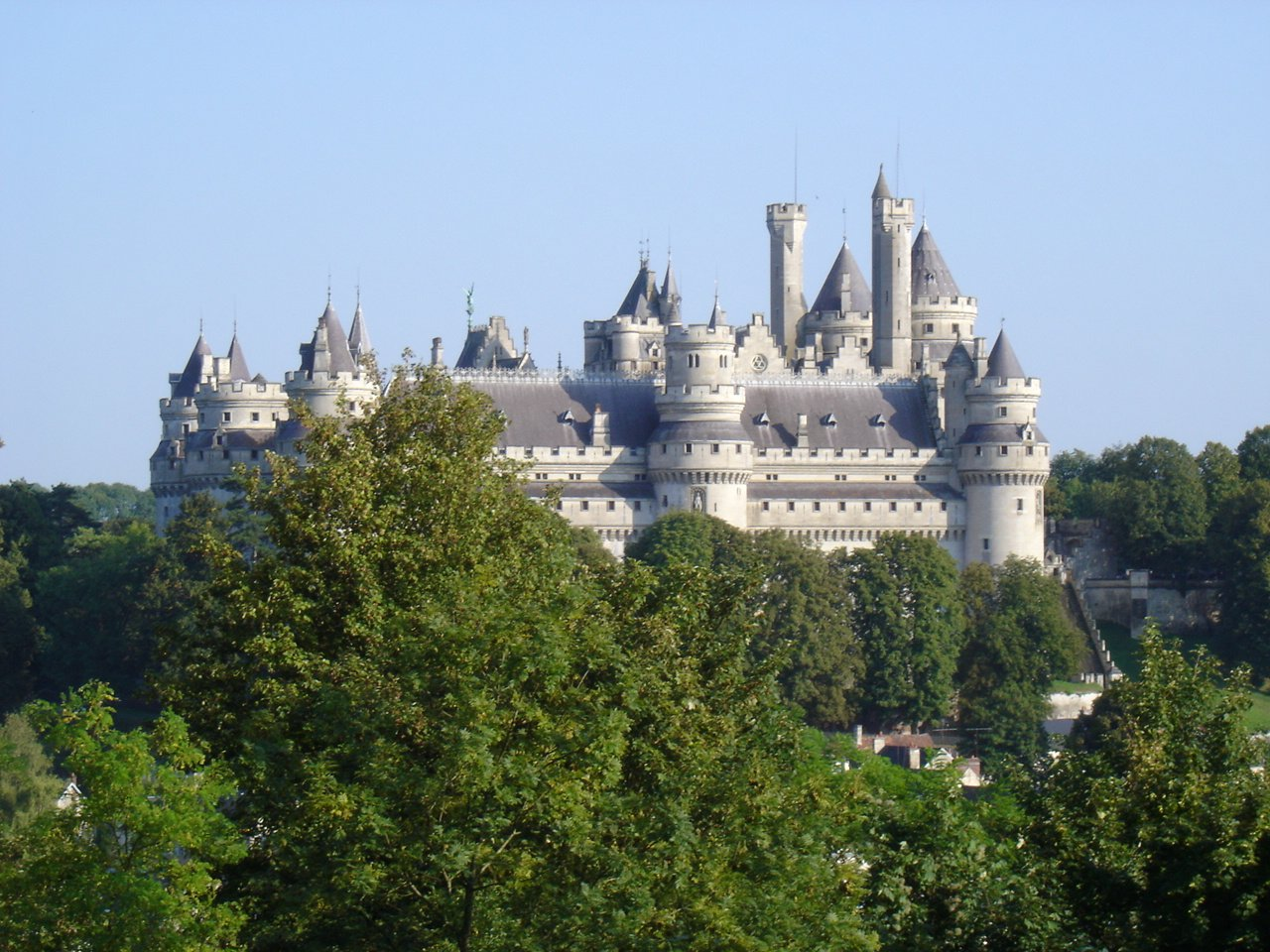
Замок П'єрфон використовувався для зйомок замку Камелот.

### Третій сезон
Моргана, навчившись магії, разом з Морґаузою (зведеною сестрою) намагаються захопити трон Камелота. Моргана дізнається, що її справжній батько — Утер Пендрагон, всі свої сили вона витрачає на знищення Артура, але Мерлін, знаючи про її здібності, намагається перешкодити їй. У кінці сезону за допомогою чаші життя Моргауза робить величезну армію безсмертних і спрямовує її на Камелот після чого Моргана на кілька днів захопила трон Камелота. Але вода з Авалонського озера, яку в одній з серій Риб'ячий король дає Мерліну, вказує йому шлях і Мерлін з друзями зміг знищити армію безсмертних і врятувати королівство. Також наприкінці гине Моргауза, а Моргана зникає з нею в невідомому напрямку.

### Четвертий сезон
Мерлін опиняється перед складною дилемою. Загроза, що йде від Моргани, може знищити не тільки майбутнє Артура, а й порушити світовий баланс. Завіса між світами розривається. Кодло темряви вдирається в Камелот, вбиваючи всіх на своєму шляху. Захистити королівство намагаються Артур і його лицарі. Але для перемоги лише сили мечів замало. Щоб відновити рівновагу світів, Мерліну доведеться піти на величезну жертву…

### П'ятий сезон
Події п'ятого сезону розгортаються через кілька років після описаних у четвертому сезоні. В телесеріал повертається дорослий Мордред, його роль виконує Александер Влагос. Кінцівка видається трагічною, через те, що Артур помирає від руки, друїда — дорослого Мордрета, і Мерлін нічого не може вдіяти бо «долю не змінити».

## У ролях

### Основний склад
- Колін Морган — Мерлін.
- Бредлі Джеймс — Артур Пендраґон.
- Кеті Мак-Грат — Морґана.
- Ейнджел Колбі — Ґвен.
- Річард Вілсон — Гай, придворний лікар.
- Ентоні Гед — Утер Пендраґон, батько Артура.
- Джон Герт — Великий Дракон (голос).

### Другорядний склад
- Мішель Раян — Німуе.
- Ейса Баттерфілд — Мордред у дитинстві.
- Сантьяго Кабрера — Ланселот.
- Емілія Фокс — Морґауза.
- Руперт Янґ — сер Леон, лицар Камелота.
- Овен Макен — Ґвейн.
- Том Гоппер — Персіваль.
- Натаніель Паркер — Аґравейн, дядько Артура.
- Александр Влагос — дорослий Мордред.